# Фольваркі-Великі
Фольваркі-Великі (пол. Folwarki Wielkie) — село в Польщі, у гміні Заблудів Білостоцького повіту Підляського воєводства.
Населення — 118 осіб (2011).
У 1975-1998 роках село належало до Білостоцького воєводства.

## Демографія
Демографічна структура станом на 31 березня 2011 року:
|          | Загалом | Допрацездатний вік | Працездатний вік | Постпрацездатний вік |
| -------- | ------- | ------------------ | ---------------- | -------------------- |
| Чоловіки | 64      | 10                 | 46               | 8                    |
| Жінки    | 54      | 7                  | 24               | 23                   |
| Разом    | 118     | 17                 | 70               | 31                   |